# Sophus Erhard Nielsen
Sophus Erhard Nielsen o Sofus Nielsen (Copenhaguen, 15 de març, 1888 – 6 d'agost, 1963) fou un futbolista i entrenador de futbol danès, guanyador de dues medalles olímpiques.

## Trajectòria
Nielsen passà la major part de la seva carrera al Boldklubben Frem, del 1904 al 1921, amb excepció de la temporada 1910-1911, que la passà al club alemany Holstein Kiel.
Fou el primer jugador de la història en marcar 10 gols en un partit de selecció. En total marcà 16 per la selecció de futbol de Dinamarca en els 20 partits que hi disputà. Guanyà dues medalles d'argent als Jocs Olímpics de 1908 i 1912.
Fou als Jocs de 1908 quan debutà amb la selecció marcant un gol en el primer partit de la història de Dinamarca, contra França B, a qui derrotà per 9 a 0. El 22 d'octubre de 1908 Dinamarca jugà contra França A a qui derrotà per 17-1. Sophus Nielsen marcà 10 gols, als minuts 3, 4, 6, 39, 46, 48, 52, 64, 66 i 76. Dinamarca guanyà la medalla de plata en ser derrotat per Gran Bretanya per 0-2 a la final. Als Jocs de 1912, l'alemany Gottfried Fuchs igualà el rècord de Nielsen marcant 10 gols en el 16-0 contra Rússia. No fou batut fins al 2001, quan l'australià Archie Thompson marcà 13 gols en la victòria 31-0 d'Austràlia sobre Samoa Americana. En aquests jocs també guanyà la medalla d'argent, marcant dos gols en tres partits.
Després de retirar-se fou entrenador del Holstebro BK per un curt període el 1933. El 1940 fou entrenador interí de Dinamarca durant dos partits que acabaren amb empat davant Suècia l'octubre de 1940.

## Palmarès
- Medalla d'argent als Jocs Olímpics: 1908 i 1912.